# Coppa del Mondo di sprint (sci di fondo)
La Coppa del Mondo di sprint di sci di fondo è un trofeo assegnato annualmente dalla Federazione Internazionale Sci a partire dalla stagione 1996-1997.
La classifica viene stilata tenendo conto solo dei risultati delle gare sprint disputate nel circuito della Coppa del Mondo di sci di fondo; alla fine della stagione lo sciatore e la sciatrice con il punteggio complessivo più alto vincono la Coppa del Mondo di specialità. Il trofeo consegnato al vincitore è una sfera di cristallo, che rappresenta il mondo, su un piedistallo. Ha la stessa forma, ma con dimensioni più piccole, del trofeo spettante ai vincitori della Coppa del Mondo di sci di fondo.

## Risultati
Risultati stagionali:

### Uomini
| Stagione | Vincitore                          | Secondo                            | Terzo                              |
| -------- | ---------------------------------- | ---------------------------------- | ---------------------------------- |
| 1997     | Bjørn Dæhlie ( Norvegia)           | Fulvio Valbusa ( Italia)           | Silvio Fauner ( Italia)            |
| 1998     | Thomas Alsgaard ( Norvegia)        | Bjørn Dæhlie ( Norvegia)           | Vladimir Smirnov ( Kazakistan)     |
| 1999     | Bjørn Dæhlie ( Norvegia)           | Tor-Arne Hetland ( Norvegia)       | Mathias Fredriksson ( Svezia)      |
| 2000     | Morten Brørs ( Norvegia)           | Odd-Bjørn Hjelmeset ( Norvegia)    | Håvard Solbakken ( Norvegia)       |
| 2001     | Jan Jacob Verdenius ( Norvegia)    | Cristian Zorzi ( Italia)           | Tor-Arne Hetland ( Norvegia)       |
| 2002     | Trond Iversen ( Norvegia)          | Jens Arne Svartedal ( Norvegia)    | Cristian Zorzi ( Italia)           |
| 2003     | Thobias Fredriksson ( Svezia)      | Tor-Arne Hetland ( Norvegia)       | Lauri Pyykönen ( Finlandia)        |
| 2004     | Thobias Fredriksson ( Svezia)      | Jens Arne Svartedal ( Norvegia)    | Håvard Bjerkeli ( Norvegia)        |
| 2005     | Tor-Arne Hetland ( Norvegia)       | Eldar Rønning ( Norvegia)          | Trond Iversen ( Norvegia)          |
| 2006     | Björn Lind ( Svezia)               | Thobias Fredriksson ( Svezia)      | Tor-Arne Hetland ( Norvegia)       |
| 2007     | Jens Arne Svartedal ( Norvegia)    | Trond Iversen ( Norvegia)          | Emil Jönsson ( Svezia)             |
| 2008     | Ola Vigen Hattestad ( Norvegia)    | Emil Jönsson ( Svezia)             | John Kristian Dahl ( Norvegia)     |
| 2009     | Ola Vigen Hattestad ( Norvegia)    | Renato Pasini ( Italia)            | Tor-Arne Hetland ( Norvegia)       |
| 2010     | Emil Jönsson ( Svezia)             | Petter Northug ( Norvegia)         | Aleksej Petuchov ( Russia)         |
| 2011     | Emil Jönsson ( Svezia)             | Ola Vigen Hattestad ( Norvegia)    | Jesper Modin ( Svezia)             |
| 2012     | Teodor Peterson ( Svezia)          | Nikolaj Morilov ( Russia)          | Eirik Brandsdal ( Norvegia)        |
| 2013     | Emil Jönsson ( Svezia)             | Petter Northug ( Norvegia)         | Nikita Krjukov ( Russia)           |
| 2014     | Ola Vigen Hattestad ( Norvegia)    | Eirik Brandsdal ( Norvegia)        | Josef Wenzl ( Germania)            |
| 2015     | Finn Hågen Krogh ( Norvegia)       | Eirik Brandsdal ( Norvegia)        | Federico Pellegrino ( Italia)      |
| 2016     | Federico Pellegrino ( Italia)      | Petter Northug ( Norvegia)         | Finn Hågen Krogh ( Norvegia)       |
| 2017     | Johannes Høsflot Klæbo ( Norvegia) | Federico Pellegrino ( Italia)      | Sindre Bjørnestad Skar ( Norvegia) |
| 2018     | Johannes Høsflot Klæbo ( Norvegia) | Federico Pellegrino ( Italia)      | Lucas Chanavat ( Francia)          |
| 2019     | Johannes Høsflot Klæbo ( Norvegia) | Federico Pellegrino ( Italia)      | Eirik Brandsdal ( Norvegia)        |
| 2020     | Johannes Høsflot Klæbo ( Norvegia) | Erik Valnes ( Norvegia)            | Pål Golberg ( Norvegia)            |
| 2021     | Federico Pellegrino ( Italia)      | Gleb Retivych ( Russia)            | Aleksandr Bol'šunov ( Russia)      |
| 2022     | Richard Jouve ( Francia)           | Johannes Høsflot Klæbo ( Norvegia) | Lucas Chanavat ( Francia)          |
| 2023     | Johannes Høsflot Klæbo ( Norvegia) | Lucas Chanavat ( Francia)          | Even Northug ( Norvegia)           |
| 2024     | Johannes Høsflot Klæbo ( Norvegia) | Erik Valnes ( Norvegia)            | Lucas Chanavat ( Francia)          |
| 2025     | Johannes Høsflot Klæbo ( Norvegia) | Erik Valnes ( Norvegia)            | Edvin Anger ( Svezia)              |

### Donne
| Stagione | Vincitrice                         | Seconda                                | Terza                                |
| -------- | ---------------------------------- | -------------------------------------- | ------------------------------------ |
| 1997     | Stefania Belmondo ( Italia)        | Elena Välbe ( Russia)                  | Kateřina Neumannová ( Rep. Ceca)     |
| 1998     | Bente Skari ( Norvegia)            | Larisa Lazutina ( Russia)              | Stefania Belmondo ( Italia)          |
| 1999     | Bente Skari ( Norvegia)            | Kateřina Neumannová ( Rep. Ceca)       | Kristina Šmigun-Vähi ( Estonia)      |
| 2000     | Bente Skari ( Norvegia)            | Anita Moen ( Norvegia)                 | Kristina Šmigun-Vähi ( Estonia)      |
| 2001     | Bente Skari ( Norvegia)            | Pirjo Muranen ( Finlandia)             | Manuela Henkel Germania              |
| 2002     | Bente Skari ( Norvegia)            | Anita Moen ( Norvegia)                 | Kateřina Neumannová ( Rep. Ceca)     |
| 2003     | Marit Bjørgen ( Norvegia)          | Bente Skari ( Norvegia)                | Pirjo Muranen ( Finlandia)           |
| 2004     | Marit Bjørgen ( Norvegia)          | Gabriella Paruzzi ( Italia)            | Anna Olsson ( Svezia)                |
| 2005     | Marit Bjørgen ( Norvegia)          | Virpi Kuitunen ( Finlandia)            | Anna Olsson ( Svezia)                |
| 2006     | Marit Bjørgen ( Norvegia)          | Ella Gjømle ( Norvegia)                | Beckie Scott ( Canada)               |
| 2007     | Virpi Kuitunen ( Finlandia)        | Petra Majdič ( Slovenia)               | Natal'ja Matveeva ( Russia)          |
| 2008     | Petra Majdič ( Slovenia)           | Astrid Uhrenholdt Jacobsen ( Norvegia) | Virpi Kuitunen ( Finlandia)          |
| 2009     | Petra Majdič ( Slovenia)           | Arianna Follis ( Italia)               | Pirjo Muranen ( Finlandia)           |
| 2010     | Justyna Kowalczyk ( Polonia)       | Marit Bjørgen ( Norvegia)              | Petra Majdič ( Slovenia)             |
| 2011     | Petra Majdič ( Slovenia)           | Arianna Follis ( Italia)               | Kikkan Randall ( Stati Uniti)        |
| 2012     | Kikkan Randall ( Stati Uniti)      | Maiken Caspersen Falla ( Norvegia)     | Marit Bjørgen ( Norvegia)            |
| 2013     | Kikkan Randall ( Stati Uniti)      | Justyna Kowalczyk ( Polonia)           | Ingvild Flugstad Østberg ( Norvegia) |
| 2014     | Kikkan Randall ( Stati Uniti)      | Denise Herrmann ( Germania)            | Marit Bjørgen ( Norvegia)            |
| 2015     | Marit Bjørgen ( Norvegia)          | Ingvild Flugstad Østberg ( Norvegia)   | Maiken Caspersen Falla ( Norvegia)   |
| 2016     | Maiken Caspersen Falla ( Norvegia) | Ingvild Flugstad Østberg ( Norvegia)   | Stina Nilsson ( Svezia)              |
| 2017     | Maiken Caspersen Falla ( Norvegia) | Stina Nilsson ( Svezia)                | Hanna Falk ( Svezia)                 |
| 2018     | Maiken Caspersen Falla ( Norvegia) | Stina Nilsson ( Svezia)                | Sophie Caldwell ( Stati Uniti)       |
| 2019     | Stina Nilsson ( Svezia)            | Maiken Caspersen Falla ( Norvegia)     | Maja Dahlqvist ( Svezia)             |
| 2020     | Linn Svahn ( Svezia)               | Jonna Sundling ( Svezia)               | Anamarija Lampič ( Slovenia)         |
| 2021     | Anamarija Lampič ( Slovenia)       | Nadine Fähndrich ( Svizzera)           | Linn Svahn ( Svezia)                 |
| 2022     | Maja Dahlqvist ( Svezia)           | Anamarija Lampič ( Slovenia)           | Jonna Sundling ( Svezia)             |
| 2023     | Maja Dahlqvist ( Svezia)           | Nadine Fähndrich ( Svizzera)           | Tiril Udnes Weng ( Norvegia)         |
| 2024     | Linn Svahn ( Svezia)               | Kristine Stavås Skistad ( Norvegia)    | Jonna Sundling ( Svezia)             |
| 2025     | Jasmi Joensuu ( Finlandia)         | Nadine Fähndrich ( Svizzera)           | Maja Dahlqvist ( Svezia)             |